# 锡夫里 (默尔特-摩泽尔省)
锡夫里（法語：Sivry，法語發音：[sivʁi]）是法国默尔特-摩泽尔省的一个市镇，位于该省中南部，属于南锡区。该市镇总面积5.91平方公里，2009年时的人口为257人。

## 人口
锡夫里人口变化图示